# Зелёное (Варашский район)
Зелёное (укр. Зелене) — село во Владимирецкой поселковой общине Варашского района Ровненской области Украины.
До 2020 года входило во Владимирецкий район.
Население по переписи 2001 года составляло 847 человек. Почтовый индекс — 34332. Телефонный код — 3634. Код КОАТУУ — 5620885802.